# Einars Repše
Einars Repše (ur. 9 grudnia 1961 w Jełgawie) – łotewski polityk, prezes Banku Łotwy (1991–2001), założyciel ugrupowania Nowa Era. Premier Łotwy (2002–2004), minister obrony (2004–2005) oraz finansów (2009–2010).

## Życiorys
Po ukończeniu szkoły średniej w Rydze studiował matematykę i fizykę na Uniwersytecie Łotwy w Rydze (1979–1986). Następnie do 1990 pracował jako inżynier. Pod koniec lat 80. związał się z Łotewskim Frontem Ludowym i Łotewskim Narodowym Ruchem Niepodległości (LNNK), którego był jednym z założycieli (1988).
Od 1990 do 1993 pełnił mandat posła do Rady Najwyższej Łotewskiej SRR, a później niepodległej Łotwy. W 1991 wybrano go na prezesa Banku Łotwy, którym pozostał do 2001. Za swą pracę otrzymał Order Trzech Gwiazd III klasy. W 2002 założył nowe ugrupowanie polityczne pod nazwą Nowa Era, które szybko stało się liderem sondaży i wygrało wybory parlamentarne z jesieni 2002. Obowiązki przewodniczącego partii pełnił do 2007, po czym do 2008 był przewodniczącym jego rady. W 2002 i 2006 uzyskiwał mandat posła do Sejmu.
Od 7 listopada 2002 pełnił obowiązki premiera rządu tworzonego przez cztery ugrupowania. Brał udział w szczycie Unii Europejskiej w Kopenhadze z grudnia tegoż roku. W styczniu 2004 jego gabinet utracił większość parlamentarną, a miesiąc później Einars Repše podał się do dymisji, kończąc urzędowanie 9 marca 2004. Od listopada 2004 do grudnia 2005 zasiadał w rządzie Aigarsa Kalvītisa jako minister obrony. W gabinecie Valdisa Dombrovskisa powołanym w marcu 2009 pełnił funkcję ministra finansów. W kwietniu 2010 zapowiedział odejście z polityki po wyborach parlamentarnych w 2010. W listopadzie tegoż roku zakończył sprawowanie urzędu ministra.
Był później członkiem powstałej w oparciu o m.in. Nową Erę Jedności, w 2013 współtworzył i do 2014 przewodniczył nowej partii pod nazwą Dla Rozwoju Łotwy.

## Odznaczenia
- Krzyż Wielki Orderu Zasługi (Portugalia, 2003)[5]